# Global Witness

Логотип организации

Global Witness (с англ. — «глобальный свидетель») — международная неправительственная организация, ставящая своей целью борьбу с нарушениями прав человека странами, экспортирующими природные ресурсы. В частности, Global Witness исследует, как распоряжаются Ангола, Либерия, Туркменистан и другие конфликтные либо коррупционные страны доходами от экспорта алмазов, углеводородов и другого сырья.
Global Witness основана в 1993. Головной офис организации находится в Лондоне; также имеется офис в Вашингтоне (США).